# بايرون بوكستون
بايرون بوكستون (بالإنجليزية: Byron Buxton)‏ هو لاعب كرة قاعدة أمريكي، ولد في 18 ديسمبر 1993 في باكسلي في الولايات المتحدة.

## وصلات خارجية
- بايرون بوكستون على موقع دوري كرة القاعدة الرئيسي (الإنجليزية)
- بايرون بوكستون على موقعبيزبول رفرنس.كوم (الدوري الرئيسي) (الإنجليزية)
- بايرون بوكستون على موقعبيزبول رفرنس.كوم (الدوري الثانوي) (الإنجليزية)
- بايرون بوكستون على موقع إي إس بي إن.كوم (أم.أل.بي) (الإنجليزية)
- بايرون بوكستون على موقع مشجعي الرسوم البيانية (الإنجليزية)